# La signora dei diamanti
La signora dei diamanti o La signora dai diamanti (Adventure in Diamonds) è un film del 1940 diretto da George Fitzmaurice.

## Trama
In viaggio verso il Sudafrica il capitano della RAF Stephen Dennett incontra la bella Felice Falcon che viaggia con Michael Barclay.
La coppia deve arrivare presso una miniera di diamanti dove un loro complice ha nascosto le pietre preziose e pensano di sfruttare il capitano per arrivare a destinazione senza destare sospetti.
Il capitano si rende conto della trappola ma parlando con il colonnello Lansfield organizza una trappola nella quale dovrebbe finire Barclay, da tempo ricercato, ma che alla fine si rivela fatale per Felice.
Per salvarsi dalla prigione la donna decide di aiutare il colonnello a sventare il prossimo furto di gioielli  con la collaborazione di Stephen. 
Nell'attesa di prendere contatto con la banda i due passano del tempo assieme fingendo di essere una coppia di sposi novelli ma la donna finisce per innamorarsi sul serio tanto che vorrebbe iniziare con lui una nuova vita onesta.
Quando la banda si fa viva si scopre che il capo è proprio Barclay, l'ex complice di Felice, la loro copertura quindi salta e vengono salvati in extremis dal colonnello. La donna è però ormai libera e può davvero ricominciare una nuova vita con Stephen

## Produzione
Si tratta del secondo film girato negli Stati Uniti dall'attrice italiana Isa Miranda, che fu costretta a rientrare in patria a causa dello scoppio della seconda guerra mondiale.

## Distribuzione
Venne distribuito in Italia solo nel dopoguerra, nel 1947, a causa dell'embargo ai film statunitensi imposto dal fascismo.

## Critica
(Mario Gromo)
(Alberto Vecchietti)